# ستيف سيمونز (لاعب كرة قدم)
ستيف سيمونز (بالإنجليزية: Steve Simmons)‏ هو لاعب كرة قدم أمريكي، ولد في 9 أغسطس 1967 في Eagle River, Anchorage, Alaska ‏ في الولايات المتحدة.